# Wesoła (Warschau)
Wesoła ist seit dem 27. Oktober 2002 ein Stadtbezirk der polnischen Hauptstadt Warschau, der im Südosten der Stadt liegt.
Wesoła erhielt am 17. Dezember 1968 die Stadtrechte und bestand zu jenem Zeitpunkt aus den Wohngebieten Wola Grzybowska, Wesoła, Groszówka, Grzybowa, Zielona und Stara Miłosna. Die Entwicklung des Gebietes wurde durch seine räumliche Nähe zu drei wichtigen Verkehrswegen bestimmt.
Der erste dieser Wege wird Stary Trakt (wörtlich übersetzt: „Alter Weg“) genannt, er führt aus dem Stadtteil Grochów über Okuniew, Iwano-Frankiwsk (poln. Stanisławów, dt. Stanislau) und Podlachien nach Russland. In der Nähe dieses Weges wurde das Dorf Grzybowa mit dem Gasthaus Zielona (dt.: Grün) und Wola Grzybowa gegründet, das heute Wola Grzybowska heißt.
In der Nähe des zweiten Weges, der aus Praga kommt und über Kamion und Grochów nach Mińsk Mazowiecki und dann weiter über Terespol nach Brest führt, entwickelte sich das Dorf Miłosna. Im Jahre 1823 wurde auf Initiative von Stanisław Staszic eine Straße gebaut, die heute Trakt Brzeski heißt.
Der dritte Verkehrsweg ist der Kolej Terespolska (dt.: Terespol Bahn), der am 18. September 1867 begonnen wurde und von Warschau über Siedlce und Łuków nach Terespol führt.
Obwohl die Stadt Warschau größer wurde und zusätzliche Gebiete dem Stadtgebiet angegliedert wurden, trat der Fall, dass zwei Straßen den gleichen Namen trugen, zunächst nicht auf. Die einzige Ausnahme bildet Wesoła, in dem eine große Anzahl Straßen den gleichen Namen tragen wie Straßen in Warschau selbst. Um Verwechslungen zu vermeiden, tragen daher die Adressen in Wesoła den Zusatz Wesoła.

## Wesołas Wohngebiete

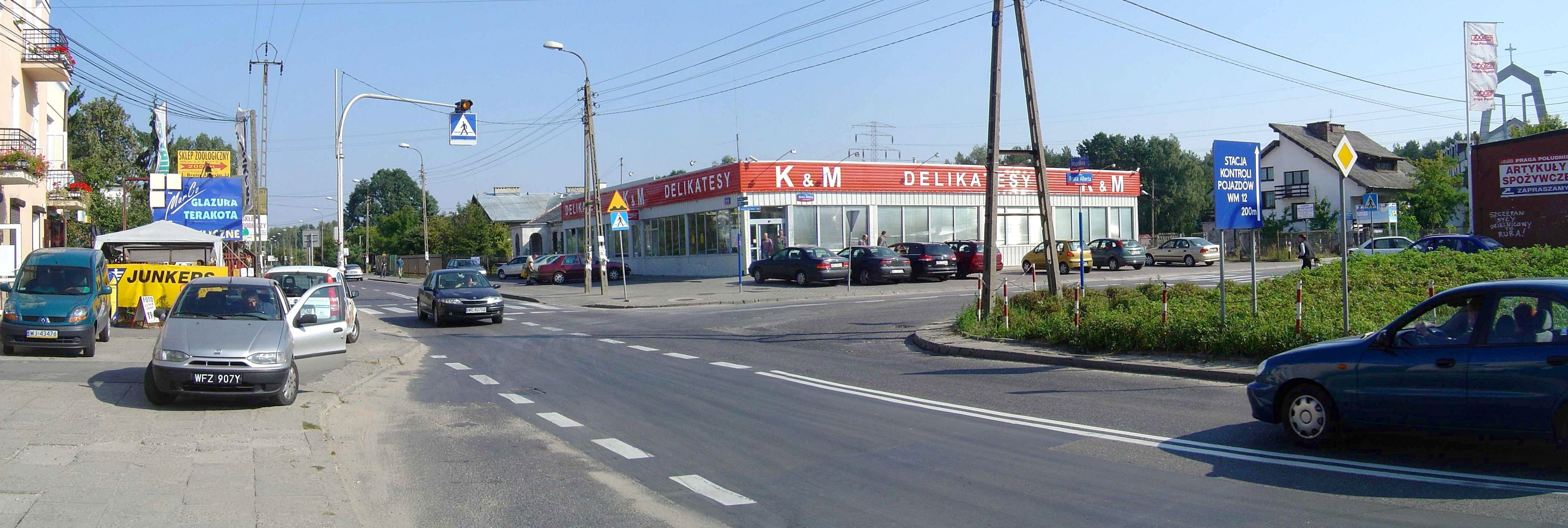
Kreuzung von Wspólna und Brata Alberta in Wesoła im Jahr 2005

### Wola Grzybowska
Am Anfang war Wola Grzybowska ein großes Landgut (poln.: folwark) und gehörte zur Gemeinde Okuniew. Der Name soll darauf zurückzuführen sein, dass der Eigentümer von Wola Grzybowska ein Starost namens Grzybowski aus Warschau gewesen sein soll. Das Gelände gehörte mindestens seit Beginn des 20. Jahrhunderts dem Herzog Emanuel Bułhak. Nach der Statistik des Jahres 1931 gab es in Wola Grzybowska 52 Häuser. Während des Zweiten Weltkrieges wurde der Ort schwer zerstört und später wieder aufgebaut. Im Jahre 1968 wurde er nach Wesoła eingemeindet.

### Wesoła-Zentrum
Das Gebiet Wesoła-Zentrum, das heute zum Stadtbezirk gehört, war vor 500 Jahren Eigentum des Dorfes Długa und gehörte im 17. Jahrhundert zur Gemeinde Okuniew. Die Besiedlung des Gebietes begann mit dem Bau des Kolej Terespolska. Wesoła wurde als Ladestation für die Russische Armee gegründet. Mit der Zeit wurde daraus ein Bahnhof mit vielen, in seiner Nähe errichteten Häusern. Der Name Wesoła wurde offiziell im Jahre 1918 angenommen. Die Entwicklung des Ortes war später sehr mit der von Warschau verbunden. Nach der Zählung des Jahres 1937 gab es in Wesoła 70 Wohnhäuser. Ende der 1930er Jahre wurden auf Grund des Klimas und der schönen Landschaft viele Villen errichtet.

### Groszówka
Der Name leitet sich von dem niedrigen Preis für das Land ab, 20 Kopeken, also ein Groschen, für eine Elle. Sandige und dicht bewaldete Hügel waren nicht die besten Voraussetzungen für eine Besiedlung des Gebietes. Auch heute noch sind die meisten Straßen baumbestandene Alleen.

### Grzybowa und Zielona
Grzybowa war im 17. Jahrhundert eine kleine Siedlung, deren Entwicklung von dem Verkehrsweg von Grochów nach Stanisławów beeinflusst wurde. In der Nähe des Weges gab es das Zielona Gasthaus. Nach der Zählung des Jahres 1827 gab es in Grzybowa nur drei Häuser und zwölf Einwohner. Um den Gasthof herum entwickelte sich dann das Dorf Zielona.
Im Jahr 1895 gehörte das Dorf Zielona zum Bezirk Warschau und darin zur Gemeinde Okuniew. Das Dorf umfasste 245 Morgen (ca. 122 ha) Land und hatte 68 Einwohner. Im Jahr 1795 begann Österreich mit der Errichtung einer Zollstation. Es war ein klassisches Backsteingebäude, das 1944 zerstört wurde. Grzybowa und Zielona wurden nach Wawer eingemeindet. Heute gibt es reizvolle Anwesen, die sich um die Wälder herum zwischen den beiden parabelförmigen Dünen befinden. Auf einer von ihnen befindet sich der Kamień Piłsudskiego (Piłsudski Stein), der an das hier am 29. April 1917 abgehaltene Manöver der geheimen Polnischen Militärischen Organisation (POW, polnisch Polska Organizacja Wojskowa) erinnert.

### Stara Miłosna

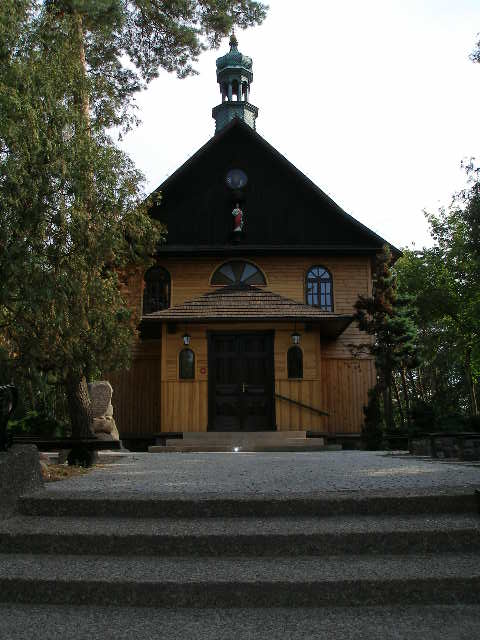
Die Kirche in Stara Miłosna

Stara Miłosna ist der älteste Teil von Wesoła, seine Geschichte ist bis in das 14. Jahrhundert nachgewiesen. Stara Miłosna war ein Dorf der Szlachta, des polnischen Adels. Zuerst war der Name Milosina, später Miłośnia, Miłośna und letztendlich Miłosna. Durch Miłosna führt ein Weg, über den Vieh getrieben und Warschau versorgt wurde. In der Nähe des Weges gab es viele Gasthöfe und Poststationen. In der ersten Hälfte des 19. Jahrhunderts gehörte der größte Teil des Gebietes dem damaligen Finanzminister, dem Prinzen Franciszek Ksawery Drucki-Lubecki. Er hatte dort einen Palast, der 1831 in der Schlacht von Olszynka Grochowska zerstört wurde. Danach gehörte Miłosna im Wesentlichen der Familie Rychłowski. Im 19. und 20. Jahrhundert wurde das Gebiet von Miłosna aufgeteilt und vermessen. In dem Słownik Geograficzny Królestwa Polskiego (dt.: Geographisches Verzeichnis des Königreiches Polen ) ist vermerkt, dass es in Miłosna einige Landgüter (poln.: folwarks) (Miłosna, Borków, Kaczydół und Żurawka), die benannten Gebiete Pohulanka, Janówek und Zakręt und das Dorf Zakręt gab.
Während des Ersten Weltkrieges im Jahr 1915 eroberte die Deutsche Armee die russische Verteidigungslinie, die sich in den Hügeln von Miłosna befand, den Brückenkopf Warschau (poln.: Przedmoście Warszawy). Während der Zweiten polnischen Republik hat sich die Stadt gut entwickelt, mit Sommerhäusern, einem Kurhaus für Torfkuren und einem Flugfeld für Segelflugzeuge. Vieles davon wurde im Zweiten Weltkrieg zerstört.

### Kasernengelände
Bis zum Ersten Weltkrieg gab es nahe der alten Straße nach Iwano-Frankiwsk ein großes Kasernengelände der Armee des russischen Zaren. Während der Zweiten Polnischen Republik wurde es als militärisches Übungsgebiet genutzt.
Die Messabteilung einer Artillerieeinheit aus Thorn (poln.: Dywizjon Artylerii Pomiarowej z Torunia) war hier stationiert, für die ein Hauptquartier, ein Orchestergebäude  und drei Kasernengebäude errichtet wurden. Zwischen 1949 und 1956 war der Standort das Hauptquartier des Army Information Training Centre
(poln.: Centralny Ośrodek Szkolenia Informacji Wojskowej) und unterlag der Geheimhaltung. Seit 1957 ist in den Kasernen das 1. Infanterie-Regiment der 1. Tadeusz Kościuszkos Infanterie Division (poln.: 1. Pułk Piechoty 1. Dywizji Piechoty im. Tadeusza Kościuszki) stationiert. Auf dem Gelände wurden viele Wohngebäude, ein Amphitheater, die Kleingartenanlage Zachęta, Kiosks und der 'Kościuszkowiec' Club errichtet. Heute leben hier etwa 2.000 Einwohner und das Gebiet ist für alle offen.